# بوجاسبور
ا
بوكا سبور هو نادي تركي يلعب في دوري السوبر التركي حالياً، ويقع مقر النادي في مدينة أزمير ، وتأسس النادي عام 1928م ، ويلقب بفيرتينا (العاصفة) ، ألون النادي هي الأصفر والأزرق الداكن.